# Streptocarpus cooksonii
Streptocarpus cooksonii är en tvåhjärtbladig växtart som beskrevs av Brian Laurence Burtt. Streptocarpus cooksonii ingår i släktet Streptocarpus och familjen Gesneriaceae. Inga underarter finns listade i Catalogue of Life.